# Per sempre Alfredo
El Per sempre Alfredo es una carrera ciclista profesional que se realiza en el mes de marzo en la región de la Toscana alrededor de la ciudad de Florencia en Italia. Creada en 2021, desde entonces forma parte del UCI Europe Tour en la categoría 1.1. Esta carrera rinde homenaje al antiguo ciclista profesional Alfredo Martini.

## Palmarés
| Año  | Ganador          | Segundo      | Tercero          |
| ---- | ---------------- | ------------ | ---------------- |
| 2021 | Matteo Moschetti | Mikel Aristi | Samuele Zambelli |
| 2022 | Marc Hirschi     | Dion Smith   | Rémy Mertz       |
| 2023 | Felix Engelhardt | Mark Stewart | Anders Foldager  |

## Palmarés por países
| País     | Victorias |
| -------- | --------- |
| Italia   | 1         |
| Suiza    | 1         |
| Alemania | 1         |